# Venin (film)
Pour les articles homonymes, voir Venin (homonymie) et Venom.
Pour plus de détails, voir Fiche technique et Distribution.
Venin (titre original : Venom) est un film britannique de Piers Haggard sorti en 1982.

## Synopsis
Un chauffeur et une gouvernante mettent au point un plan pour enlever Philip, le fils de la maison où ils travaillent. 
Cependant, un imprévu se produit : Philip vient d'acquérir un mamba noir. À la suite d'une erreur de livraison dans le laboratoire, l'animal se retrouve dans la maison.

## Fiche technique
- Titre original : Venom
- Réalisation : Piers Haggard et Tobe Hooper (non crédité)
- Scénario : Robert Carrington d'après le roman d'Alan Scholefield
- Directeur de la photographie : Gil Taylor
- Montage : Michael Bradsell
- Musique : Michael Kamen
- Production : Martin Bregman
- Genre : Film d'épouvante
- Pays :  Royaume-Uni
- Durée : 93 minutes
- Date de sortie :
  -  Royaume-Uni : 19 janvier 1982
  -  France : 20 janvier 1982
  -  États-Unis : 29 janvier 1982
- Affiche : Michel Landi (France)

## Distribution
- Klaus Kinski (VF : Edmond Bernard) : Jacques Müller dit « Jacmel »
- Oliver Reed (VF : Sady Rebbot) : Dave Averconnelly
- Nicol Williamson (VF : Jean-Claude Michel) : Cmdr. William Bulloch
- Sarah Miles (VF : Evelyn Selena) : Dr Marion Stowe
- Sterling Hayden (VF : Claude Bertrand) : Howard Anderson
- Cornelia Sharpe (VF : Jacqueline Cohen) : Ruth Hopkins
- Lance Holcomb (VF : Jackie Berger) : Philip Hopkins
- Susan George (VF : Béatrice Delfe) : Louise Andrews
- Mike Gwilym (VF: Maurice Sarfati): Détective Dan Spencer
- Paul Williamson : Sgt. Glazer
- Michael Gough : David Ball
- Hugh Lloyd : le chauffeur de Taxi
- Rita Webb : Mrs. Loewenthal
- Edward Hardwicke (VF : Jean-François Laley) : Lord Dunning
- John Forbes-Robertson : Sgt. Nash
- Norman Mann (VF : Michel Bardinet) : Williams
- Gerard Ryder (VF : Joel Martineau) : Smith
- Katherine Wilkinson (VF : Catherine Lafond) : Susan Stowe

## En bref
Après traduction automatique, au début du générique de fin on peut lire ceci :
Les producteurs tiennent à remercier David Ball, responsable des reptiles au zoo de Londres, sans le talent et le courage dont il a fait preuve dans la gestion du mamba noir, un animal mortel, ce film n'aurait pas pu voir le jour.
Plus loin, dans le générique,  figure le nom de l'assistant gérant le reptile : Brian Savage.